# Вулиця Зоряна (Львів)
Вулиця Зоряна — вулиця у Залізничному районі міста Львова, у місцевості Скнилівок. Починається від вулиці Любінської та закінчується глухим кутом.

## Історія та забудова
Вулиця утворилася у другій половині 1920-х років та у 1928 році отримала назву Любінська дорога бічна через те, що була бічною вуличкою Любінської дороги (нинішня вулиця Любінська). У 1938 році перейменована на вулицю Сас-Зубжицького, на честь польського архітектора, історика та теоретика архітектури Яна Сас-Зубжицького (1860-1935). Під час німецької окупації, у 1943—1944 роках —Зубжицькийгассе, від липня 1944 року — вулиця Зубжицького. І вже у 1946 році отримала сучасна назву — вулиця Зоряна.
Забудова вулиці Зоряної — одноповерховий конструктивізм 1930-х та 1950-х років, нові індивідуальні забудови, а також промислова забудова.